# Ernst Otto Lindner
Ernst Otto Timotheus  Lindner, född 28 november 1820 i Breslau, död 7 augusti 1867 i Berlin, var en tysk journalist och musikvetare. 
Lindner var en framstående musikkännare, redaktör för "Vossische Zeitung", ledare för Bachverein i Berlin, föreläsare samt författare till Meyerbeer's Prophet als Kunstwerk beurtheilt (1850), Die erste stehende deutsche Oper (två band, 1855), Zur Tonkunst (1864) och Geschichte des deutschen Liedes im 18. Jahrhundert (1871).